# آيت بوعربي (أڭوديم)
آيت بوعربي هي إحدى مشيخات المملكة المغربية، تتبع جغرافيا لإقليم ميدلت وإداريًا لأڭوديم. يقدر عدد سكانها بـ 692 نسمة حسب الإحصاء الرسمي للسكان والسكنى لسنة 2004.